# Kamikaze kaitō Jeanne
Kamikaze kaitō Jeanne (jap. 神風怪盗ジャンヌ Kamikaze kaitō Jannu) – shōjo-manga z podgatunku mahō-shōjo autorstwa Ariny Tanemury, licząca 7 tomów. Na jej podstawie powstało także anime produkcji Toei Animation, które ma łącznie 44 odcinki.
W Polsce mangę w latach 2004-2005 wydało wydawnictwo Egmont Polska.

## Fabuła
Kamikaze kaitō Jeanne to manga opowiadająca o 16-letniej Maron Kusakabe, która jest reinkarnacją świętej Joanny d’Arc. Jej zadaniem jest wypędzanie – jako kaitō Jeanne z mocą chrześcijańskiego Boga (jap. kami-sama) – demonów, które wcielają się w cenne przedmioty i opętują swoich posiadaczy. Pomaga jej w tym nieduża anielica Fin (zapisywana także jako Fynn) Fish. Kaitō Jeanne jest przez policję uważana za zwykłą złodziejkę, gdyż nieszkodliwe dotąd dzieło sztuki, po wypędzeniu z niego demona, znika lub przedstawia obraz anioła (w anime lub mandze, odpowiednio). Powołany zostaje specjalny oddział detektywistyczny, który ma za zadanie ją złapać, a dowodzi nim ojciec najlepszej przyjaciółki Maron, Miyako Tōdaiji.
Miyako, jak Maron, trenuje gimnastykę artystyczną. Jest lojalna wobec przyjaciółki i gdy podejrzenie pada właśnie na nią, czyni wszystko, by udowodnić, iż przyjaciółka nie jest Jeanne (Maron stanęła kiedyś w jej obronie, gdy to Miyako jako klasową skarbniczkę posądzano właśnie o kradzież). Chiaki Nagoya,  czyli kaitō Sindbad, działa podobnie jak Jeanne, tyle że ma za zadanie odwieść ją od „kradzieży”. Pomaga mu w tym aniołek Access Time, który wydaje się dobrze znać koleżankę po fachu - Fin. Chiaki mąci w sercu obu bohaterkom: Maron go nienawidzi jako bezczelnego luzaka, zaś Miyako (za tę samą cechę) zakochuje się w nim od razu. Za to Chiaki woli Maron od Miyako, tę drugą traktując raczej jako dobrą koleżankę. Z biegiem akcji Maron dowiaduje się kim jest Chiaki, zmienia również swoje zdanie o nim. Do postaci drugoplanowych należy również zaliczyć Yamato Minazukiego - przewodniczącego klasy trójki bohaterów, życiowego pechowca beznadziejnie zakochanego w Maron i Yashiro Sazanakę - bogatą i inteligentną uczennicę prywatnej szkoły, również gimnastyczkę, byłą dziewczynę Chiakiego (nadal chcącą odbudować związek - niestety jednak bez chęci drugiej strony, robi to bez skutku).
Manga opiera się szczególnie na perypetiach życia codziennego głównej bohaterki: problemy rodzinne (jej rodzice zostawili ją w wieku 10 lat, a sami są w separacji i nie utrzymują z nią kontaktu) oraz problemy sercowe. W anime natomiast ratowanie świata i problemy życia codziennego stoją na równym poziomie.
Z początku Chiaki pragnie tylko rozkochać w sobie Maron - gdyż tylko jako dziewica może przemieniać się w Jeanne. Niespodziewanie jednak to on zakochuje się w niej, a Maron z kolei, po usłyszeniu informacji od Fin (zresztą błędnych), że Sindbad został wysłany przez Szatana, wzbrania się na wszelkie sposoby tego uczucia. Po pewnym czasie okazuje się jednak, że to nie Sindbad jest wysłannikiem Szatana, tylko tak naprawdę Fin - upadły anioł. Całe to zdarzenie zaczyna komplikować życie dziewczyny.

## Bohaterowie
- Maron Kusakabe (jap. 日下部まろん Kusakabe Maron)

Seiyū: Hōko Kuwashima 
- Chiaki Nagoya (jap. 名古屋稚空 Nagoya Chiaki)

Seiyū: Susumu Chiba 
- Miyako Todaiji (jap. 東大寺都 Todaiji Miyako)

Seiyū: Naoko Matsui 
- Finn Fish (jap. フィン・フィッシュ Fin Fisshu)

Seiyū: Kumiko Nishihara 
- Access Time (jap. アクセス・タイム Akusesu Taimu)

Seiyū: Akiko Yajima 
- Yamato Minazuki (jap. 水無月大和 Minazuki Yamato)

Seiyū: Naozumi Takahashi 
- Himuro Todaiji (jap. 東大寺氷室 Todaiji Himuro)

Seiyū: Shigeru Chiba 
- Noin (jap. ノイン)

Seiyū: Kappei Yamaguchi 
- Mist (jap. ミスト)

Seiyū: Wakana Yamazaki 

## Manga
Manga, której autorką jest Arina Tanemura, była publikowana w czasopiśmie „Ribon” wydawnictwa Shūeisha od lutowego numeru 1998, który został wydany 29 grudnia 1997. Ostatni rozdział tej mangi ukazał się w lipcowym numerze tego czasopisma, wydanego 3 czerwca 2000 roku. Rozdziały zostały pierwotnie zostały skompilowane w 7 tomikach.
W Japonii w 2013 roku manga ta została wydana ponownie, tym razem w 5 tomach w nowej oprawie graficznej.
| Nr | Język japoński   | Język japoński     | Język polski  | Język polski       |
| Nr | Data wydania     | ISBN               | Data wydania  | ISBN               |
| --- | ---------------- | ------------------ | ------------- | ------------------ |
| 1 | 14 września 1998 | ISBN 4-08-856100-7 | kwiecień 2004 | ISBN 83-237-9094-9 |
| Lista rozdziałów - Rozdział 1: Świetlana panna - Rozdział 2: Okruch miłości - Rozdział 3: Czysta dusza - Rozdział 4: Zaklęcie na krzyż                                                                       |                  |                    |               |                    |
| 2 | 12 stycznia 1999 | ISBN 4-08-856120-1 | czerwiec 2004 | ISBN 83-237-9101-5 |
| Lista rozdziałów - Rozdział 5: Niebo i morze - Rozdział 6: W labiryncie uczuć - Rozdział 7: Noc przed rewolucją - Rozdział 8: Prawdziwe serce - Interludium: Katharsis Miyako                                |                  |                    |               |                    |
| 3 | 14 maja 1999     | ISBN 4-08-856142-2 | sierpień 2004 | ISBN 83-237-9102-3 |
| Lista rozdziałów - Rozdział 9: Dla twej miłości - Rozdział 10: Szaleję za tobą - Rozdział 11: Obok ciebie - Rozdział 12: Jak ryba w wodzie - Rozdział 13: Trzy kroki do prawdy                               |                  |                    |               |                    |
| 4 | 14 września 1999 | ISBN 4-08-856163-5 | listopad 2004 | ISBN 83-237-9103-1 |
| Lista rozdziałów - Rozdział 14: Delikatne uczucia - Rozdział 15: Pozwól mi latać - Rozdział 16: Modlitwa - Rozdział 17: Przeznaczenie - Rozdział 18: Przeklęci kochankowie                                   |                  |                    |               |                    |
| 5 | 15 lutego 2000   | ISBN 4-08-856189-9 | luty 2005     | ISBN 83-237-9104-X |
| Lista rozdziałów - Rozdział 19: Zagubienie - Rozdział 20: Fynn Fish - Rozdział 21: Czyste spojrzenie - Rozdział 22: Nie zawaham się - Interludium: Saint Lovers                                              |                  |                    |               |                    |
| 6 | 15 czerwca 2000  | ISBN 4-08-856211-9 | kwiecień 2005 | ISBN 83-237-9105-8 |
| Lista rozdziałów - Rozdział 23: Narodziny wiatru - Rozdział 24: Gdzie świeci światło, przychodzi też mrok - Rozdział 25: Minazuki, do boju! - Rozdział 26: Słabnące uczucia - Rozdział 27: Hej, czy wiesz... |                  |                    |               |                    |
| 7 | 7 sierpnia 2000  | ISBN 4-08-856221-6 | lipiec 2005   | ISBN 83-237-9106-6 |
| Lista rozdziałów - Rozdział 28: Obietnica - Rozdział 29: Gwiazda spełniająca życzenie - Ostatni rozdział: Leć ku niekończącym się niebiosom (aż znowu się spotkamy...) - Idź jedwabną drogą                  |                  |                    |               |                    |

## Anime
Na podstawie mangi wyprodukowano także serię anime, składającą się z 44 odcinków. Seria była wyprodukowana przez studio Toei Animation i emitowana na kanale TV Asahi od 13 lutego 1999 do 29 stycznia 2000.

### Transmisja telewizyjna
serial był emitowany w różnych krajach, w tym Disney Channel we Włoszech, RTL II w Niemczech, Canal J we Francji, Nickelodeon w Hiszpanii, Network Ten w Australii, YTV w Kanadzie i Anime Network w Stanach Zjednoczonych

### Ścieżka dźwiękowa
| Nr             | Tytuł                                                             | Wykonawca | Źródło   |
| Czołówka       | Czołówka                                                          | Czołówka  | Czołówka |
| -------------- | ----------------------------------------------------------------- | --------- | -------- |
| 1              | „Piece of Love”                                                   | Shazna    | [ 16 ]   |
| 2              | „Dive into Shine”                                                 | Lasties   | [ 16 ]   |
| Napisy końcowe |                                                                   |           |          |
| 1              | „Haruka...” (jap. ハルか…)                                        | Pierrot   | [ 16 ]   |
| 2              | „Till the End: Owaranai ai o” (jap. Till the End～終わらない愛を) | Hibiki    | [ 16 ]   |